# Юхновец, Арсентий Гаврилович
Арсе́нтий Гаври́лович Юхновец (бел. Арсенцій Гаўрылавіч Юхнавец; 28 июля [10 августа] 1916 года — 20 августа 1944 года) — участник Польского похода РККА (1939) и Великой Отечественной войны, помощник командира взвода 378-го истребительно-противотанкового артиллерийского полка 70-й армии 1-го Белорусского фронта, Герой Советского Союза, старшина.

## Биография
Юхновец, белорус по национальности, родился в деревне Береснёвка (ныне Докшицкий район Витебской области) в крестьянской семье. Получив лишь начальное образование, впоследствии устроился трактористом в колхоз (Бегомльскую МТС). В ряды Советской Армии вступил в 1938 году. Юхновец принимал участие в Польском походе РККА в 1939 году.
На фронте Великой Отечественной войны Юхновец с 1941 года (по другим данным, с февраля 1943 года). Он участвовал в обороне Москвы, в Курской битве, освобождении Белоруссии и Польши. Так, он отличился в боях под Брестом, лично пленив 27 солдат противника. К июлю 1944 года состоял помощником командира взвода 378-го истребительно-противотанкового артиллерийского полка 70-й армии 1-го Белорусского фронта. 26 июля 1944 года производилась разведка противника в деревне Березувка (северо-восточнее города Бела-Подляска), и старшина Юхновец пленил двух вражеских солдат и сумел доставить их в штаб полка. На следующий день, 27 июля, старшина вышел на колонну противника и сумел нейтрализовать головную машину, скорректировав огонь советской артиллерии на себя. Операция привела к уничтожению 30 машин с военными грузами и 150 врагов. 20 августа 1944 года Юхновец погиб на подступах к Варшаве. 
Указом Президиума Верховного Совета СССР от 25 сентября 1944 года за образцовое выполнение боевых заданий командования на фронте борьбы с немецкими захватчиками и проявленные при этом отвагу и геройство старшине Юхновец Арсентию Гавриловичу посмертно присвоено звание Героя Советского Союза.
Был кандидатом в члены КПСС.
Могила Юхновца находится в населённом пункте Множ в Польше.

## Награды
- Медаль «Золотая Звезда» Героя Советского Союза[2];
- орден Ленина[2];
- орден Красного Знамени (29.08.1943)
- медали.

## Память
- Имя Юхновца носят улицы в городском посёлке Бегомль и городе Докшицы[6], а также Береснёвская школа[2][3][5].
- На доме, где он родился, была установлена мемориальная доска[5].
- В деревне Береснёвка, где он родился, на центральной улице установлен бюст героя.